# League Cup 1969/70
Der League Cup 1969/70 war die 10. Austragung des Football League Cup (meist nur als League Cup bekannt).
Am Pokalwettbewerb, der am 13. August 1969 für die 92 englischen Spitzenvereine begann, nahmen erstmals alle Mannschaften teil und wurde in den ersten fünf Runden im K.-o.-System über eine Partie und im Halbfinale über Hin- und Rückspiel entschieden. Das Finale, das am 7. März 1970 in nur einem Spiel im neutralen Wembley-Stadion ausgetragen wurde, entschied der Erstligist Manchester City mit 2:1 nach Verlängerung für sich. Unterlegener Finalist war West Bromwich Albion.

## Wettbewerb

### Erste Runde
Zur ersten Runde traten die Vereine an, die in der Vorsaison 1968/69 die 56 schwächsten Platzierungen in der Gesamttabelle aller vier Profiligen belegt haben. Anders gesprochen hatten die besten 36 Mannschaften im englischen Profiligasystem in der ersten Runde ein Freilos.
| Datum           |                        | Ergebnis |                   |
| --------------- | ---------------------- | -------- | ----------------- |
| 13. August 1969 | FC Aldershot           | 0:1      | FC Gillingham     |
| 13. August 1969 | FC Barnsley            | 0:1      | Halifax Town      |
| 13. August 1969 | Bolton Wanderers       | 6:3      | AFC Rochdale      |
| 13. August 1969 | Bournemouth & Boscombe | 3:0      | Bristol Rovers    |
| 13. August 1969 | Bradford City          | 1:1      | FC Chesterfield   |
| 13. August 1969 | Bradford Park Avenue   | 0:2      | Rotherham United  |
| 13. August 1969 | Brighton & Hove Albion | 1:0      | FC Portsmouth     |
| 13. August 1969 | Chester City           | 1:2      | Aston Villa       |
| 13. August 1969 | Colchester United      | 1:1      | FC Reading        |
| 13. August 1969 | Crewe Alexandra        | 0:0      | AFC Wrexham       |
| 13. August 1969 | FC Darlington          | 3:0      | York City         |
| 13. August 1969 | Exeter City            | 1:1      | Bristol City      |
| 13. August 1969 | Grimsby Town           | 0:2      | Doncaster Rovers  |
| 13. August 1969 | Leyton Orient          | 0:0      | FC Fulham         |
| 13. August 1969 | Mansfield Town         | 3:1      | Notts County      |
| 13. August 1969 | AFC Newport County     | 2:3      | Swansea City      |
| 13. August 1969 | Oxford United          | 2:0      | Northampton Town  |
| 13. August 1969 | Peterborough United    | 1:1      | Luton Town        |
| 13. August 1969 | Plymouth Argyle        | 2:2      | Torquay United    |
| 13. August 1969 | Port Vale              | 0:1      | Tranmere Rovers   |
| 13. August 1969 | Preston North End      | 0:1      | FC Bury           |
| 13. August 1969 | Scunthorpe United      | 0:2      | Hartlepool United |
| 13. August 1969 | Shrewsbury Town        | 1:0      | FC Walsall        |
| 13. August 1969 | Southend United        | 2:2      | FC Brentford      |
| 13. August 1969 | FC Southport           | 5:1      | Oldham Athletic   |
| 13. August 1969 | Stockport County       | 0:2      | Blackburn Rovers  |
| 13. August 1969 | FC Watford             | 2:1      | Lincoln City      |
| 13. August 1969 | AFC Workington         | 0:0      | AFC Barrow        |

#### Wiederholungsspiele
| Datum           |                 | Ergebnis |                     |
| --------------- | --------------- | -------- | ------------------- |
| 18. August 1969 | AFC Barrow      | 3:1      | AFC Workington      |
| 18. August 1969 | FC Brentford    | 0:0      | Southend United     |
| 18. August 1969 | FC Chesterfield | 0:1      | Bradford City       |
| 18. August 1969 | Torquay United  | 1:0      | Plymouth Argyle     |
| 18. August 1969 | AFC Wrexham     | 1:0      | Crewe Alexandra     |
| 19. August 1969 | Bristol City    | 3:2      | Exeter City         |
| 19. August 1969 | FC Fulham       | 3:1      | Leyton Orient       |
| 20. August 1969 | Luton Town      | 5:2      | Peterborough United |
| 20. August 1969 | FC Reading      | 0:3      | Colchester United   |
| 21. August 1969 | Southend United | 3:2      | FC Brentford        |

### Zweite Runde
Aus den beiden oberen Spielklassen gesellten sich nun die verbliebenen 36 Mannschaften hinzu.
| Datum             |                         | Ergebnis |                        |
| ----------------- | ----------------------- | -------- | ---------------------- |
| 2. September 1969 | Coventry City           | 0:1      | FC Chelsea             |
| 2. September 1969 | FC Fulham               | 0:1      | Leeds United           |
| 2. September 1969 | FC Southampton          | 1:1      | FC Arsenal             |
| 3. September 1969 | Aston Villa             | 1:2      | West Bromwich Albion   |
| 3. September 1969 | AFC Barrow              | 1:2      | Nottingham Forest      |
| 3. September 1969 | Blackburn Rovers        | 4:2      | Doncaster Rovers       |
| 3. September 1969 | FC Blackpool            | 3:1      | FC Gillingham          |
| 3. September 1969 | Bolton Wanderers        | 0:0      | Rotherham United       |
| 3. September 1969 | Brighton & Hove Albion  | 2:0      | Birmingham City        |
| 3. September 1969 | Bristol City            | 0:0      | Leicester City         |
| 3. September 1969 | Carlisle United         | 2:0      | Huddersfield Town      |
| 3. September 1969 | Charlton Athletic       | 0:2      | AFC Wrexham            |
| 3. September 1969 | Crystal Palace          | 3:1      | Cardiff City           |
| 3. September 1969 | FC Darlington           | 0:1      | FC Everton             |
| 3. September 1969 | Hartlepool United       | 1:3      | Derby County           |
| 3. September 1969 | Hull City               | 1:0      | Norwich City           |
| 3. September 1969 | Ipswich Town            | 4:0      | Colchester United      |
| 3. September 1969 | Luton Town              | 2:2      | FC Millwall            |
| 3. September 1969 | Manchester United       | 1:0      | FC Middlesbrough       |
| 3. September 1969 | Mansfield Town          | 2:2      | Queens Park Rangers    |
| 3. September 1969 | Oxford United           | 4:1      | FC Bury                |
| 3. September 1969 | Sheffield United        | 2:0      | Newcastle United       |
| 3. September 1969 | Sheffield Wednesday     | 1:1      | Bournemouth & Boscombe |
| 3. September 1969 | Shrewsbury Town         | 2:2      | Southend United        |
| 3. September 1969 | FC Southport            | 0:3      | Manchester City        |
| 3. September 1969 | Stoke City              | 0:2      | FC Burnley             |
| 3. September 1969 | AFC Sunderland          | 1:2      | Bradford City          |
| 3. September 1969 | Swansea City            | 1:3      | Swindon Town           |
| 3. September 1969 | Tranmere Rovers         | 2:1      | Torquay United         |
| 3. September 1969 | FC Watford              | 1:2      | FC Liverpool           |
| 3. September 1969 | West Ham United         | 4:2      | Halifax Town           |
| 3. September 1969 | Wolverhampton Wanderers | 1:0      | Tottenham Hotspur      |

#### Wiederholungsspiele
| Datum              |                        | Ergebnis |                     |
| ------------------ | ---------------------- | -------- | ------------------- |
| 4. September 1969  | FC Arsenal             | 2:0      | FC Southampton      |
| 8. September 1969  | FC Millwall            | 0:1      | Luton Town          |
| 8. September 1969  | Southend United        | 2:0      | Shrewsbury Town     |
| 9. September 1969  | Bournemouth & Boscombe | 1:0      | Sheffield Wednesday |
| 9. September 1969  | Queens Park Rangers    | 4:0      | Mansfield Town      |
| 9. September 1969  | Rotherham United       | 3:3      | Bolton Wanderers    |
| 10. September 1969 | Leicester City         | 0:0      | Bristol City        |
| 11. September 1969 | Bristol City           | 1:3      | Leicester City      |
| 15. September 1969 | Bolton Wanderers       | 0:1      | Rotherham United    |

### Dritte Runde
| Datum              |                        | Ergebnis |                         |
| ------------------ | ---------------------- | -------- | ----------------------- |
| 23. September 1969 | Manchester United      | 2:0      | AFC Wrexham             |
| 24. September 1969 | FC Arsenal             | 0:0      | FC Everton              |
| 24. September 1969 | Bournemouth & Boscombe | 0:2      | Leicester City          |
| 24. September 1969 | Bradford City          | 2:1      | Southend United         |
| 24. September 1969 | Brighton & Hove Albion | 2:3      | Wolverhampton Wanderers |
| 24. September 1969 | Carlisle United        | 2:1      | Blackburn Rovers        |
| 24. September 1969 | Crystal Palace         | 2:2      | FC Blackpool            |
| 24. September 1969 | Derby County           | 3:1      | Hull City               |
| 24. September 1969 | Ipswich Town           | 1:1      | West Bromwich Albion    |
| 24. September 1969 | Leeds United           | 1:1      | FC Chelsea              |
| 24. September 1969 | Manchester City        | 3:2      | FC Liverpool            |
| 24. September 1969 | Nottingham Forest      | 1:0      | West Ham United         |
| 24. September 1969 | Oxford United          | 1:0      | Swindon Town            |
| 24. September 1969 | Queens Park Rangers    | 6:0      | Tranmere Rovers         |
| 24. September 1969 | Rotherham United       | 1:1      | FC Burnley              |
| 24. September 1969 | Sheffield United       | 3:0      | Luton Town              |

#### Wiederholungsspiele
| Datum              |                      | Ergebnis |                  |
| ------------------ | -------------------- | -------- | ---------------- |
| 30. September 1969 | FC Blackpool         | 0:1      | Crystal Palace   |
| 30. September 1969 | FC Burnley           | 2:0      | Rotherham United |
| 30. September 1969 | West Bromwich Albion | 2:0      | Ipswich Town     |
| 1. Oktober 1969    | FC Everton           | 1:0      | FC Arsenal       |
| 6. Oktober 1969    | FC Chelsea           | 2:0      | Leeds United     |

### Vierte Runde
| Datum            |                      | Ergebnis |                         |
| ---------------- | -------------------- | -------- | ----------------------- |
| 14. Oktober 1969 | FC Burnley           | 0:0      | Manchester United       |
| 14. Oktober 1969 | Crystal Palace       | 1:1      | Derby County            |
| 14. Oktober 1969 | Leicester City       | 2:0      | Sheffield United        |
| 14. Oktober 1969 | Nottingham Forest    | 0:1      | Oxford United           |
| 14. Oktober 1969 | Queens Park Rangers  | 3:1      | Wolverhampton Wanderers |
| 14. Oktober 1969 | West Bromwich Albion | 4:0      | Bradford City           |
| 15. Oktober 1969 | Carlisle United      | 1:0      | FC Chelsea              |
| 15. Oktober 1969 | Manchester City      | 2:0      | FC Everton              |

#### Wiederholungsspiele
| Datum            |                   | Ergebnis |                |
| ---------------- | ----------------- | -------- | -------------- |
| 20. Oktober 1969 | Manchester United | 1:0      | FC Burnley     |
| 29. Oktober 1969 | Derby County      | 3:0      | Crystal Palace |

### Viertelfinale
| Datum             |                   | Ergebnis |                      |
| ----------------- | ----------------- | -------- | -------------------- |
| 29. Oktober 1969  | Leicester City    | 0:0      | West Bromwich Albion |
| 29. Oktober 1969  | Manchester City   | 3:0      | Queens Park Rangers  |
| 29. Oktober 1969  | Oxford United     | 0:0      | Carlisle United      |
| 12. November 1969 | Manchester United | 0:0      | Derby County         |

#### Wiederholungsspiele
| Datum             |                      | Ergebnis |                   |
| ----------------- | -------------------- | -------- | ----------------- |
| 4. November 1969  | Carlisle United      | 1:0      | Oxford United     |
| 5. November 1969  | West Bromwich Albion | 2:1      | Leicester City    |
| 19. November 1969 | Derby County         | 0:1      | Manchester United |

### Halbfinale
Die Hinspiele wurden am 19. November 1969 und am 3. Dezember 1969, die Rückspiele am 3. Dezember 1969 und 17. Dezember 1969 ausgetragen.
|                 | Gesamt |                      | Hinspiel | Rückspiel |
| --------------- | ------ | -------------------- | -------- | --------- |
| Carlisle United | 2:4    | West Bromwich Albion | 1:0      | 1:4       |
| Manchester City | 4:3    | Manchester United    | 2:1      | 2:2       |

### Finale
| Manchester City                                   | Manchester City | West Bromwich Albion | West Bromwich Albion |
| ------------------------------------------------- | --- | --- | -------------------- |
| Manchester City                                   | \| Finale \| \| Samstag, 7. März 1970 in London (Wembley-Stadion) \| \| Ergebnis: 2:1 n. V. (1:1, 0:1) \| \| Zuschauer: 97.963 \| \| Schiedsrichter: Vincent James \| \| Spielbericht \| | \| Finale \| \| Samstag, 7. März 1970 in London (Wembley-Stadion) \| \| Ergebnis: 2:1 n. V. (1:1, 0:1) \| \| Zuschauer: 97.963 \| \| Schiedsrichter: Vincent James \| \| Spielbericht \| | West Bromwich Albion |
| Manchester City                                   | Joe Corrigan, Tony Book, Arthur Mann, Mike Doyle, Tommy Booth, Alan Oakes, George Heslop, Colin Bell, Mike Summerbee (Ian Bowyer), Francis Lee, Glyn Pardoe Cheftrainer: Joe Mercer      | John Osborne, Doug Fraser, Ray Wilson, Tony Brown, John Talbut, John Kaye, Len Cantello, Colin Suggett, Jeff Astle, Asa Hartford (Dick Krzywicki), Bobby Hope Cheftrainer: Alan Ashman   | West Bromwich Albion |
| Manchester City                                   | 1:1 Mike Doyle (60.) 2:1 Glyn Pardoe (102.) | 0:1 Jeff Astle (5.) | West Bromwich Albion |
| Finale                                            | | |                      |
| Samstag, 7. März 1970 in London (Wembley-Stadion) | | |                      |
| Ergebnis: 2:1 n. V. (1:1, 0:1)                    | | |                      |
| Zuschauer: 97.963                                 | | |                      |
| Schiedsrichter: Vincent James                     | | |                      |
| Spielbericht                                      | | |                      |